# Вулиця Євгена Маланюка (Київ)
Ву́лиця Євгена Маланюка — вулиця в Дніпровському районі міста Києва, місцевість Микільська Слобідка. В теперішній час пролягає від вулиці Митрополита Андрея Шептицького до кінця забудови.
Прилучаються Слобідський провулок, вулиці Силікатна, Дениса Рачінського, Золота, Єлизавети Шахатуні, Центральна Садова та  Каховська вулиця. На ділянці між вулицями Дениса Рачінського і Каховською вулиця Євгена Маланюка має розгалужений характер, тобто складається з кількох паралельних шляхів.

## Історія
Вулиця відома з 1-ї третини XX століття, мала назву вулиця Сагайдачного, на честь гетьмана Петра Сагайдачного (з 1989 року  таку ж назву має вулиця на Подолі). 
З 1938 року — вулиця Чаадаєва, на честь російського письменника Петра Чаадаєва. 
З 1961 року мала назву вулиця Степана Сагайдака, на честь учасника Жовтневого 1917 року і Січневого 1918 року повстань Степана Сагайдака.
Водночас невеликий відокремлений відрізок вулиці й після 1961 (до перейменування в 2024 році) зберігав назву вулиця Чаадаєва, через що в 1971—2022 роках існувало дублювання з назвою вулиці Петра Чаадаєва у Святошинському районі. 
Сучасна назва на честь письменника, культуролога-енциклопедиста, публіциста, літературного критика Євгена Маланюка — з 2016 року.
До початку 1980-х років простягалася від Броварського проспекту. В середині 1970-х років було розпочато знесення центральної частини вулиці (на її місці було збудовано житловий масив Микільська Слобідка), вулиця розпалася на дві частини. На рубежі 1980–90-х років було ліквідовано початкову ділянку вулиці від Броварського проспекту (останній будинок знесено в 1992), і вулиця набула сучасного вигляду.

## Цікаві факти

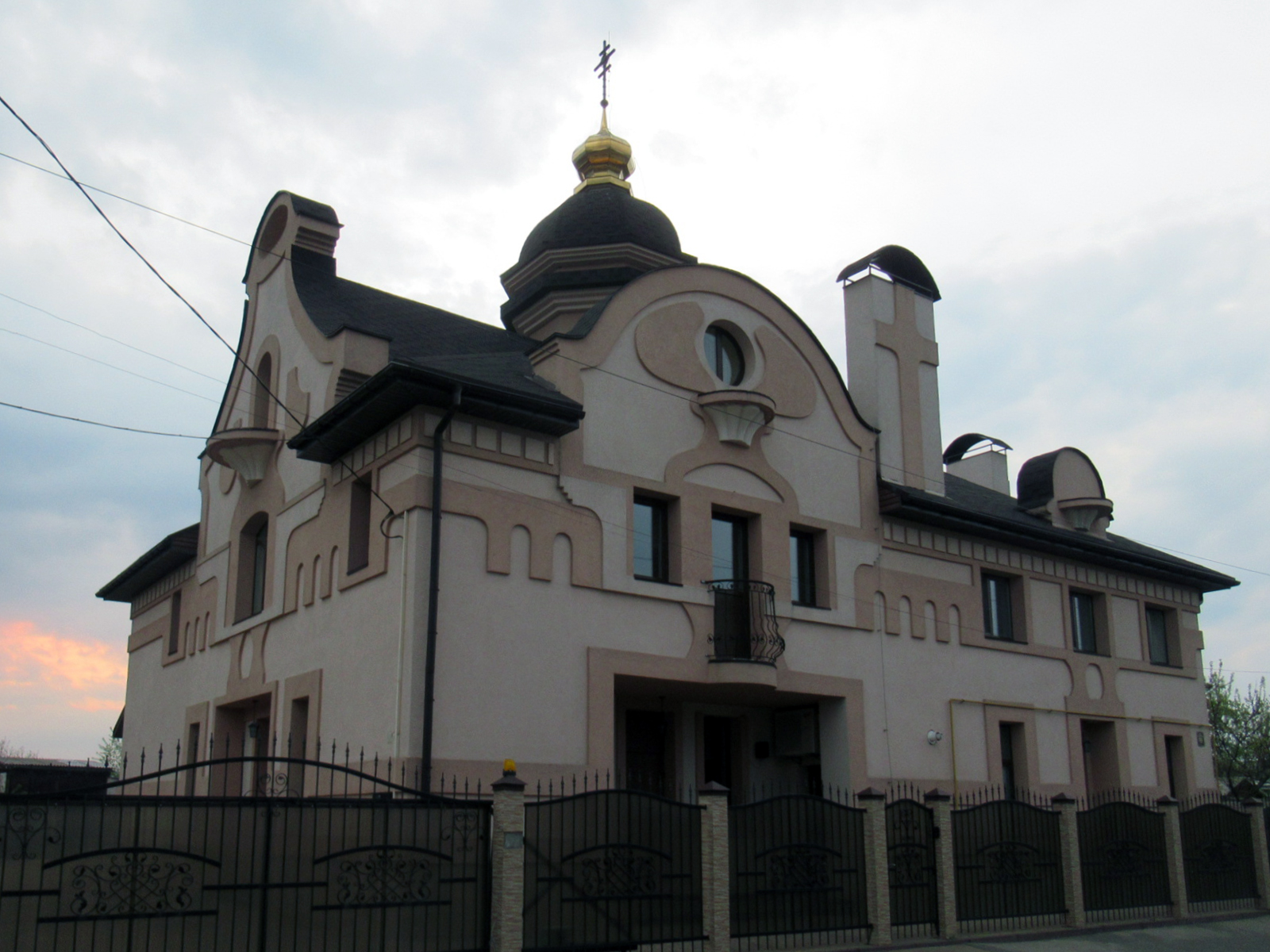
№ 101 - монастир Згромадження сестер Пресвятої Родини УГКЦ

- Окрім розгалуженості шляхів, вулиця має одну з найбільш невпорядкованих нумерацій будинків у Києві. В нумерації будинків мають місце численні дублювання, значна кількість адрес з літерами і невпорядкованість нумерації (будинки з 100-ми номерами стоять поруч з будинками 60-х — 70-х номерів). Через це знайти потрібну адресу на вулиці доволі складно.
- До вулиці відноситься колишній Дарницький комбінат будівельних матеріалів і конструкцій (вул. Євгена Маланюка, 101) — він розміщувався за 250 м від вулиці в кінці Комбінатної вулиці, від нього залишилося кілька будівель; а також Холодокомбінат № 3 (вул. Євгена Маланюка, 114-а) — фактично він розміщувався на Каховській вулиці, за 200 м від кінця вулиці Євгена Маланюка.
- За адресою вул. Євгена Маланюка, 112 розміщується Музей вторсировини, де зібрано велику колекцію різноманітних речей, що були знайдені на смітниках і звалищах чи принесені як такі, що стали непотрібними.